# Дейвице
Дейвице — городская часть Праги, располагающаяся севернее Пражского Града и являющаяся центром района Прага-6. В ней расположена станция метро «Дейвицка» зелёной ветки Пражского метрополитена.

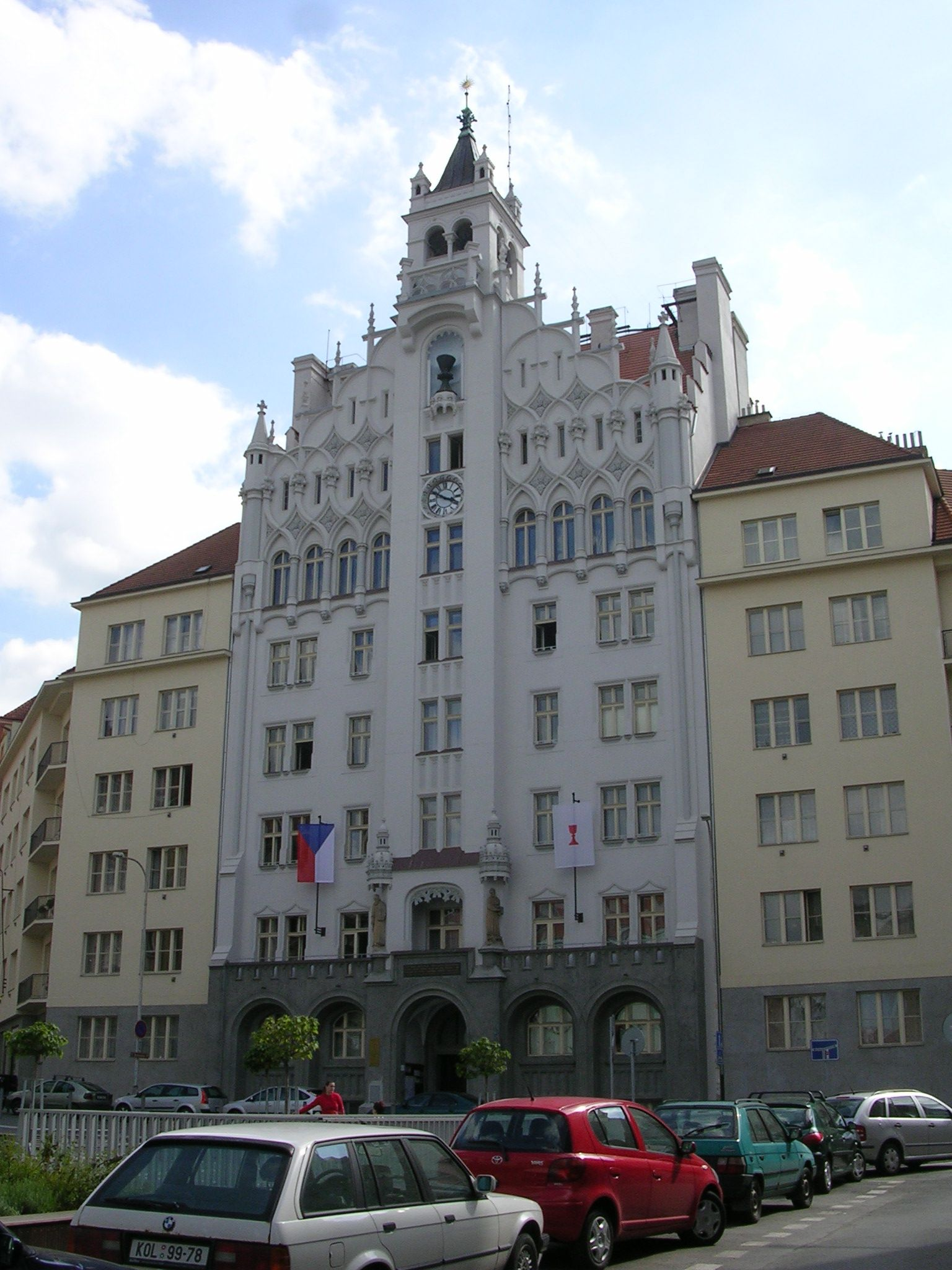
Гуситская церковь на Дейвице

## Происхождение названия
На слух название городской части созвучно с фразой «dej více», что значит по-чешски «дай больше». В народной традиции это объясняется тем фактом, что в этой части Праги в своё время было много проституток и попрошаек, которые, собственно, и произносили эту фразу. Однако по другим данным, еще когда Дейвице было лишь предместьем Праги, то это село первоначально называлось «Degnici». Первые упоминания о нем относятся к XI веку. Позже, в процессе языкового развития, g трансформировалась в h и в результате укоренилось название «Dehnice». Вариант произношения Дейвице в конце XVIII века закрепила народная этимология. Существует предположение, что название «Dehnice» возникло из слова «Dehna» — дьявол, демон, злой дух. Возможно так называли местных жителей — «dehnici» — потому, что они угрожали путешественникам, так как именно здесь проходил важный торговый путь, либо потому, что жители поселения тайно хранили и проводили какие-то языческие обряды уже после принятия чехами христианства.

## История
Впервые Дейвице упоминается в 1088 году как поместье принадлежащее церкви на Вышеграде. В 1320 Дейвице было уступлено настоятелю (пробсту) собора Св. Вита. Историческая память об этом событии сохраняется в названии одной из улиц Пробоштска (чеш. Proboštská). В то время поселение состояло из двух больших усадеб, четырех сельских дворов и нескольких малых хижин. Во время гуситских войн Дейвице перешло во владение пражского бургграфства, но после битвы на Белой Горе снова вернулось во владение пробства.

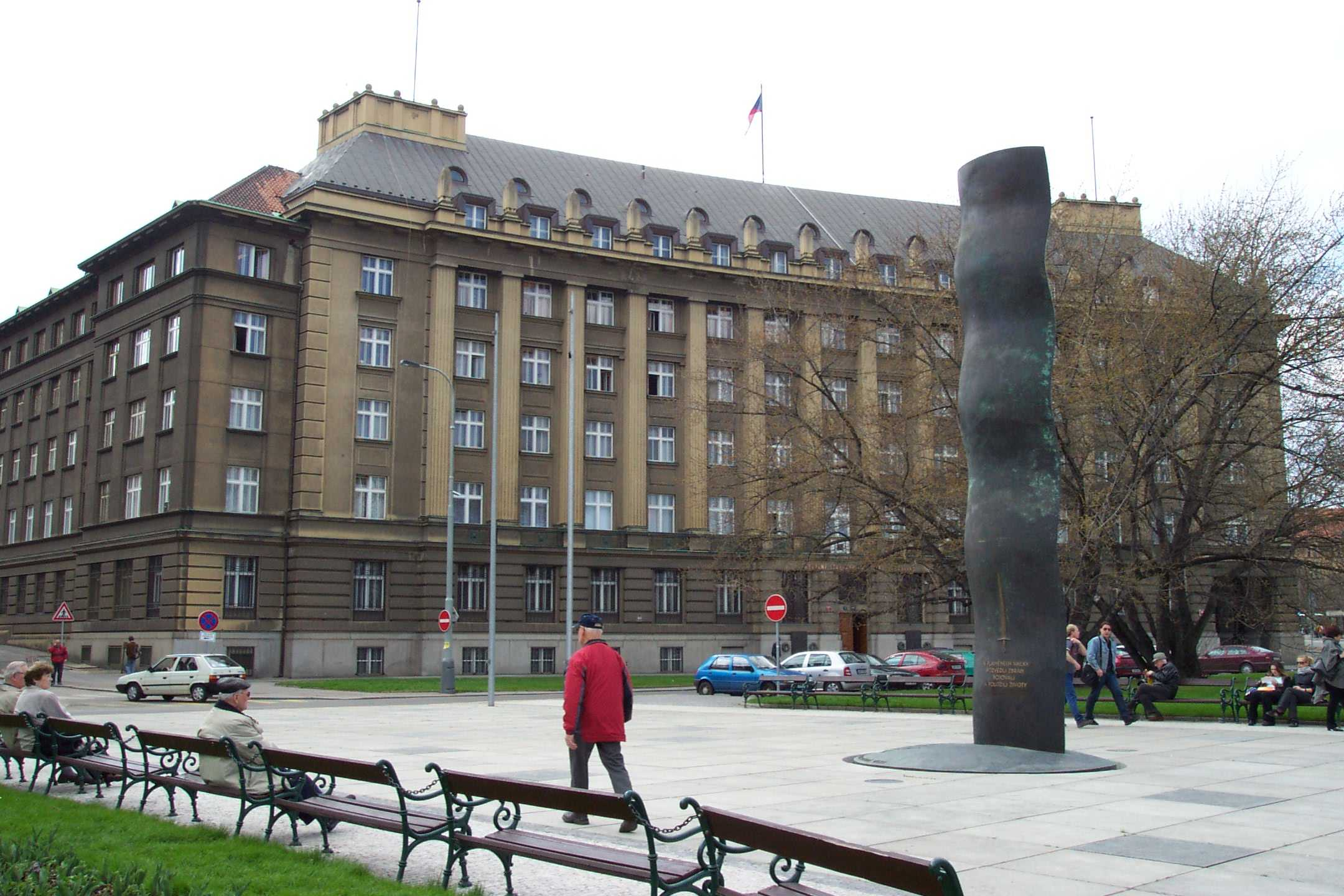
Генеральный штаб чешской армии и памятник на Площади Победы в центре Дейвице

К 1771 году в Дейвице находилось всего 17 домов. К росту застройки привела железная дорога, проложенная в XIX веке. В 1830 году была открыта конная линия Дейвице — Ланы, позже продолженная к фюрстенбергским лесопилкам в крживоклатских лесах. С 60-х годов по этому маршруту начинает ходить паровой локомотив. На протяжении XIX века на Дейвице появляются различные предприятия: кирпичные заводы, мастерская по производству цветной бумаги и обоев, дубильня и др. К концу 60-х годов XIX века на Дейвице было уже 125 домов, в которых проживало 1860 человек. К 1880 году количество домов выросло до 157, а население составило 2622 жителя. Для лучшего сообщения с промышленными кварталами в 1908 году был открыт электрический трамвайный путь, проходивший от Летне к дейвицкому вокзалу Брусце.

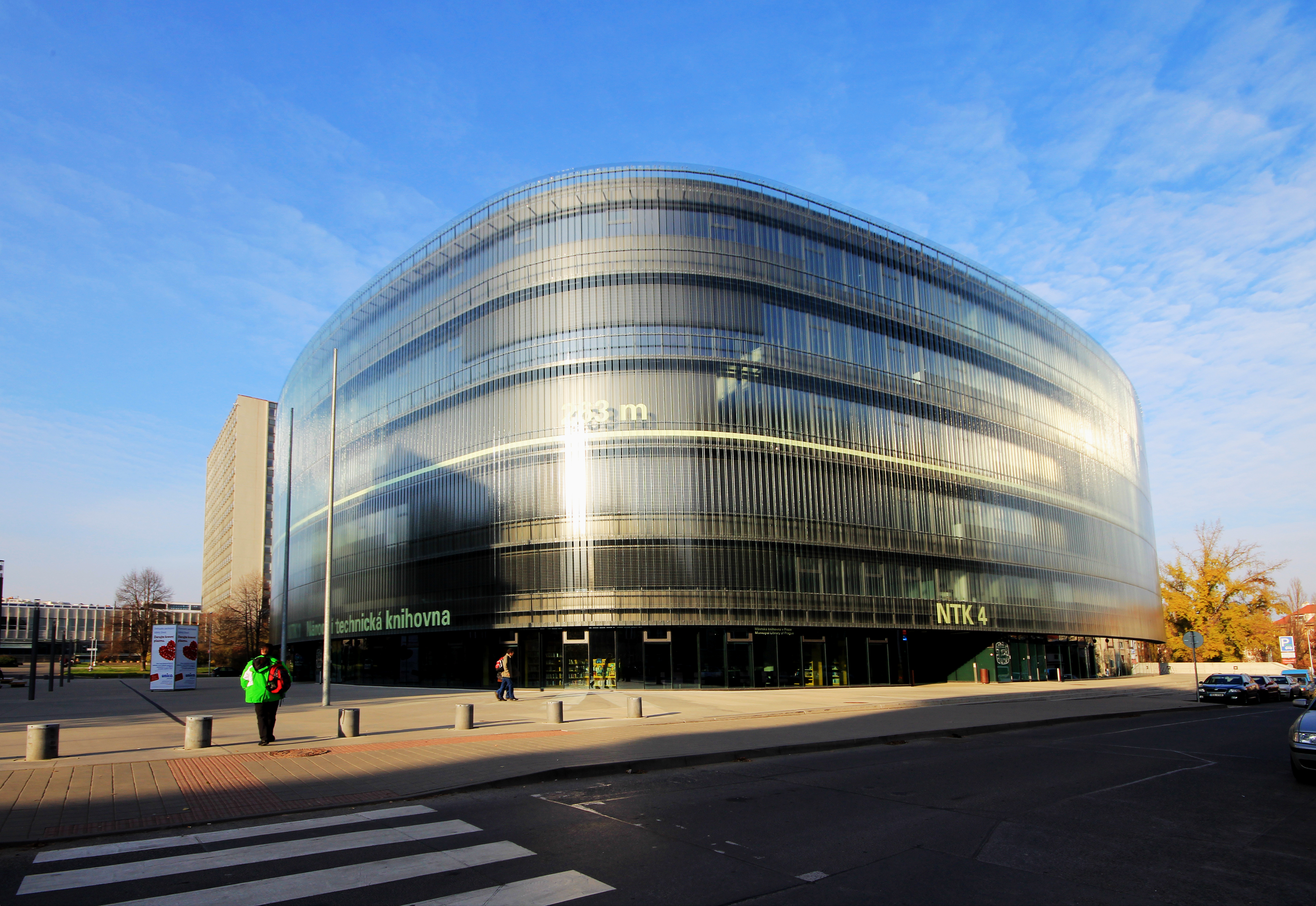
Национальная техническая библиотека

## Дейвице сегодня
История Дейвице в современном виде начинается в 1922 году, когда эта часть была присоединена к Праге. К этому времени здесь уже было 426 домов с 10481 жителем. Чешский архитектор Антонин Энгель разработал современный урбанистический дизайн Дейвице, центром которого стала Площадь Победы (чеш. Vítězné náměstí). Сюда были проложены трамвайные пути, а непосредственно перед войной были пущены также троллейбусы. После войны квартал расширялся в северную сторону, где была построена гостиница «Интернациональ» в стиле соцреализма. В 1978 году в Дейвице была открыта станция метро Ленинова (сегодня Дейвицка) и проложена широкая улица Ленинова (сегодня Европска), соединявшая аэропорт Рузине с центром Праги.

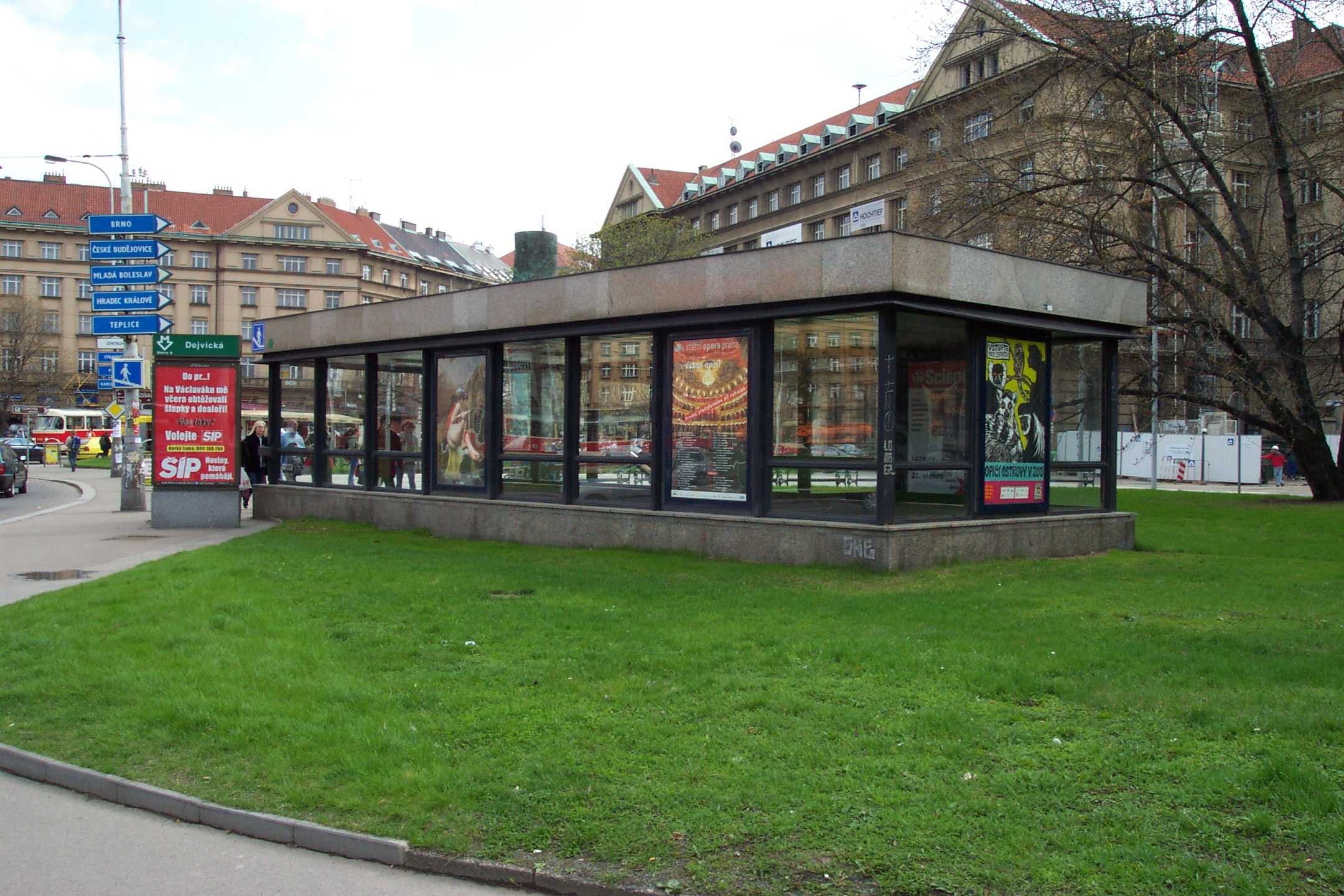
Выход станции метро «Дейвицка» на площади Победы

Сегодня Дейвице — это один из самых популярных кварталов. Привлекает как его достаточно удобное географическое положение: отсюда недалеко как до Пражского Града, так и до аэропорта Рузине; хорошее экологическое состояние: рядом находится заповедный природный парк Дивока Шарка. По этой причине здесь находится довольно много посольств. Кроме того, на Дейвице располагается главный кампус Чешского технического университета, Католический богословский факультет Карлова университета, а также ряд других высших учебных заведений институтов и подразделений Академии наук Чехии.